# Moravci

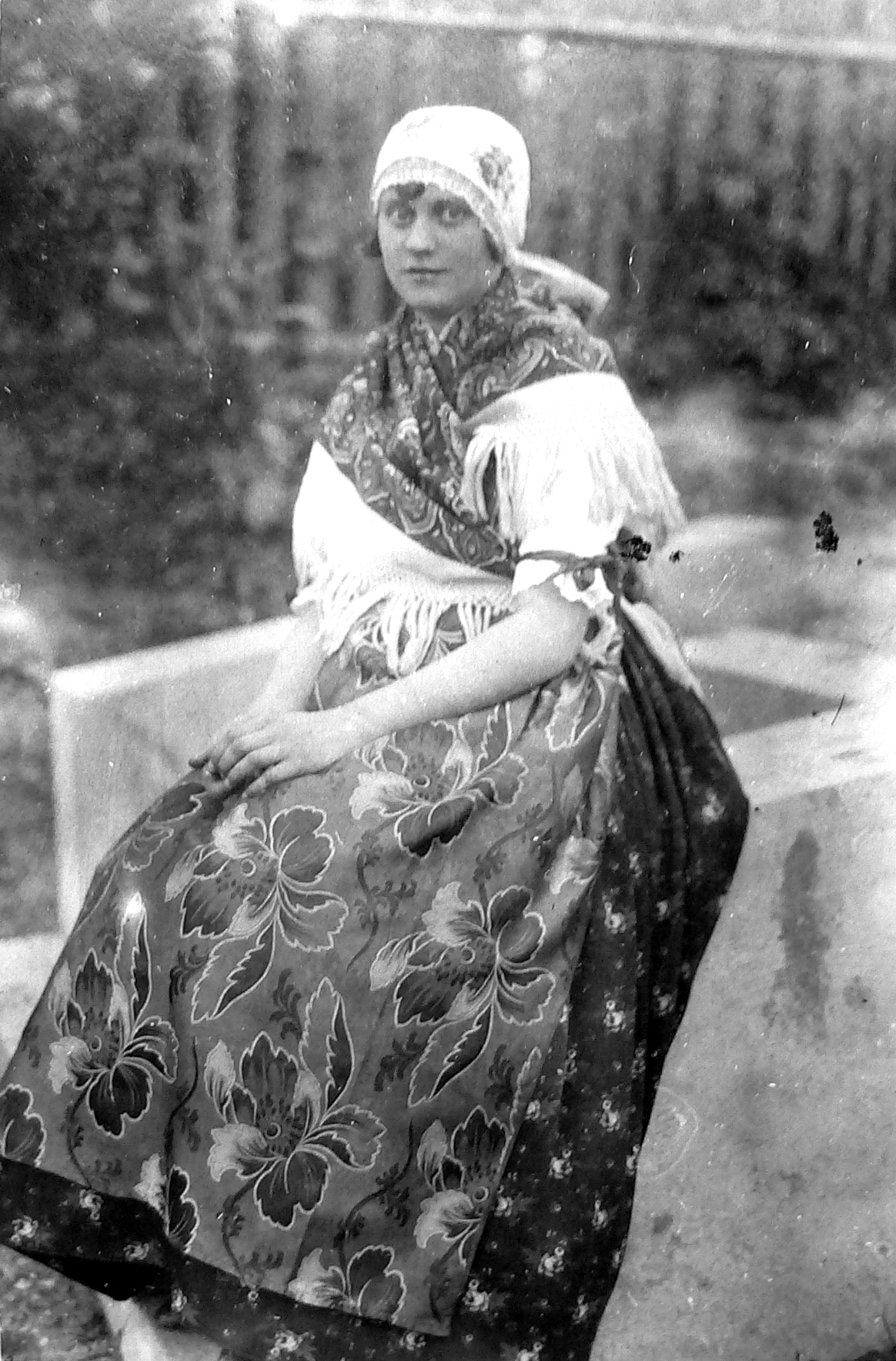
Žena v hlučínském kroji, 30. léta

Moravci (také „pruští Moravci“ či „němečtí Moravci“) je historický název pro lašským nářečím hovořící katolické obyvatelstvo pruského Slezska žijící severně od řeky Opavy.

## Historie
Většina potomků Moravců žije na území současného Hlučínska, jehož území bylo původně z většiny součástí Opavska, jen jeho malá část byla součástí Krnovska. Habsburské soustátí (potažmo česká koruna) však o toto území po prohrané válce o Slezsko na základě Berlínského míru v roce 1742 přišlo. Území dnešního Hlučínska se tak stalo součástí Pruska (resp. Pruského Slezska) a v roce 1871 součástí Německého císařství. Území dnešního Hlučínska se stalo součástí správního obvodu Hlubčice, v roce 1818 bylo přeřazeno do okresu Ratiboř, jehož součástí zůstalo až do anexe tohoto území Československem. Postupně začalo splývat s historickým územím Ratibořského knížectví. Toto území však zůstalo součástí Olomoucké (arci)diecéze. Pruský stát a po většinu doby i Německé císařství byly vůči katolickému vyznání zdejšího obyvatelstva velmi tolerantní. Úřadovalo se v němčině, po vzniku Německého císařství se i zdejší školství stalo německojazyčným.
Byla to však římskokatolická církev, která se zasloužila o uchování zdejšího jazyka, jenž byl díky příslušnosti jižní části Ratibořska k Olomoucké arcidiecézi nazýván „moravským“ (lidově byl označován jako „po našemu“). „Moravština“ se vyvinula ze zdejších lašských (slezských) dialektů češtiny, které byly před rokem 1742 silně ovlivněny polštinou. Po roce 1742 do nářečí zdejšího obyvatelstva pronikají četné germanismy, a tak vzniká nářečí tolik typické pro tehdejší jižní část Ratibořska. „Moravštinu“ po změně základního školství na německojazyčné bylo možné nadále studovat jako jeden z předmětů jen na gymnáziu v Ratiboři a pouze do roku 1874 také na gymnáziu v Hlubčicích. Udržela se však nadále v domácí mluvě a v kostele. Zdejší obyvatelé se na základě svého jazyka a příslušnosti k Olomoucké arcidiecézi v rámci Pruska a Pruského Slezska identifikovali jako „pruští Moravci“.
I přes počáteční zděšení, které připojení Hlučínska v roce 1742 k Prusku vyvolalo, se postupem času tato oblast v obchodních, kulturních, společenských a ekonomických vazbách přeorientovala na Prusko. Mladí muži odcházeli za prací do jiných částí Pruského Slezska, jiných částí Pruska i pozdějšího Německého císařství. Směrem do Ratiboře, Opolí, Vratislavi a Berlína byla budována i silniční a železniční infrastruktura. Obyvatelé si postupně na život v Prusku zvykli. Převzali pruskou státní identitu, pruskou morálku a smysl pro pořádek.
Český vliv zde pronikal velmi složitě. Místní obyvatelstvo se na Čechy dívalo spíše nedůvěřivě z důvodu náboženských rozdílů. Vůči Čechům se velmi ostře vyhrazovaly i Katolické noviny pro lid moravský v Pruském Slezsku, které byly založeny zdejším katolickým duchovenstvem v roce 1893. Naopak zde pronikal nacionalismus německý. Velká část lidí se v jižní části Ratibořska na přelomu 19. a 20. století začala považovat za Němce. Zdejší oblast se i přes odlišný jazyk stala územím, kde byl nejsilnější nacionalismus německý, zemská identita pruská a slezská, jazyková identita „moravská“ a náboženská identita katolická.
Když v roce 1919 byla podepsána Versaillská mírová smlouva, byla na jejím základě v roce 1920 k Československu připojena většina území dnešního Hlučínska. Obce Píšť a Hať se součástí Československa staly až v roce 1923. Příchozí vojáky a české úřednictvo nikdo nevítal. Domněnka Československa, že zdejší lid bude představitele republiky vítat jako osvoboditele před germanizací, se ukázala být chybnou. Možnost zdejších obyvatel jít pracovat do jiných částí Pruska a Německa byla radikálně omezena. Kulturní a ekonomické vazby byly narušeny. Sčítací komisaři znemožňovali zdejšímu obyvatelstvu hlásit se k německé národnosti, vnutili jim národnost československou. Zdejší školství se stalo českojazyčným.
Snahu integrovat hospodářsky Hlučínsko do Československé republiky podlomila hospodářská krize. Rostla nezaměstnanost a nespokojenost zdejšího obyvatelstva s československým státem. V roce 1935 došlo ve volbách ke kuriózní situaci, kdy v oblastech, které byly oficiálně československé, zvítězila s 2/3 podporou Sudetoněmecká strana, přičemž téměř 3/4 voličů odevzdalo svůj hlas jakékoliv německé nacionalistické straně. V roce 1938 zdejší obyvatelstvo vítalo německé vojáky. Území se opět stalo součástí provincie Slezsko, po roce 1941 provincie Horní Slezsko. Stalo se přímou součástí Německé říše (tzv. Altreichu) a zdejší obyvatelé se stali plnoprávnými říšskými občany. Hořkost zde začala stoupat až s tím, co rostl počet padlých ve válce. Počáteční nadšení se změnilo ve vystřízlivění.
V roce 1945 se území opět navrátilo k Československu. K poválečnému odsunu a k výměně obyvatelstva došlo jen v obci Třebom, malé vesničce obývané výhradně německojazyčným obyvatelstvem. K větší výměně obyvatelstva (nikoliv však úplné) došlo rovněž v obci Sudice. Zbylým 36 obcím se výraznější odsuny vyhnuly. Československá republika zdejší obyvatele oficiálně vnímala jako oběti germanizace, proto k odsunu nakonec nedošlo. Zdejší obyvatelstvo nakonec přijalo českou identitu za svou. Co je však jinde ve Slezsku neobvyklé, okolo 10 % obyvatel se zde hlásí k národnosti slezské. Dnešní obyvatelé Hlučínska na sebe pohlížejí jako na Prajzáky, což byl původně hanlivý výraz, který byl používán Čechy v bývalé rakouské části Slezska pro označení obyvatel Hlučínska. Pro Hlučínsko používají dnes Prajzáci označení Prajzská.
Zbylá část Moravců se po 2. světové válce ocitla v Polsku. Dodnes se moravské tradice pěstují zejména ve městě Krzanowice (česky Křenovice, německy Kranowitz), dalšími „moravskými“ vesnicemi pak jsou Borucin (česky Bořutín, německy Borutin) a Pietraszyn (česky Petřatín, německy Klein Peterwitz). Na rozdíl od obcí na Hlučínsku jsou v těchto obcích zavedeny dvojjazyčné nápisy (polské a německé).

## Buditelé Moravců
- Cyprián Lelek (1812–1883) – katolický kněz, autor Slabikáře a čítanky pro menší dítky
- Jan Vyhlídal[2] (1861–1937) – katolický kněz
- Josef Hlubek[3] (1871–1951) – katolický kněz a redaktor českých Katolických novin v Ratiboři